# Anna Vyhnisová

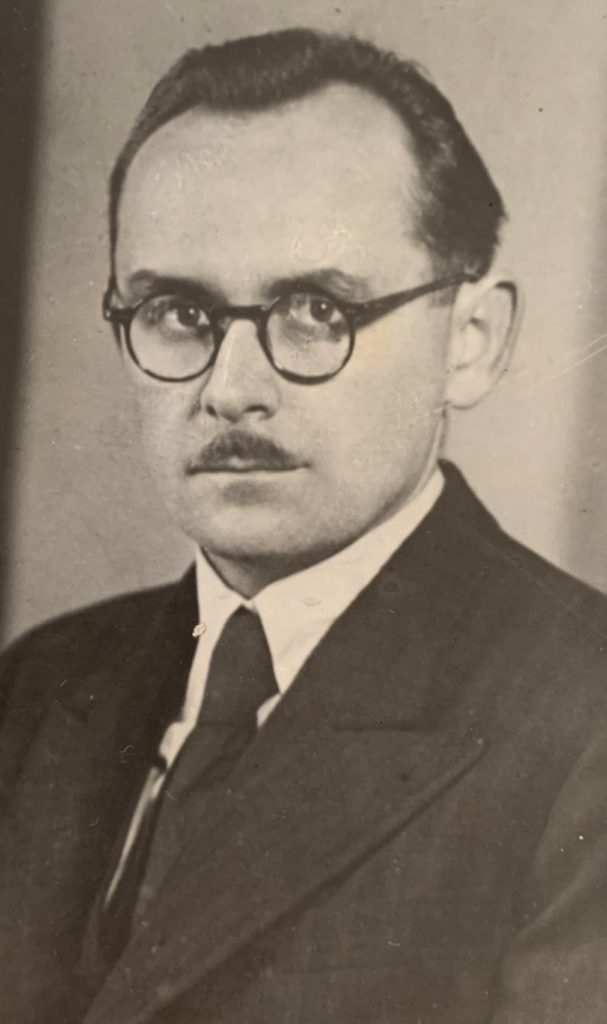
Annin manžel Vladimír Vyhnis

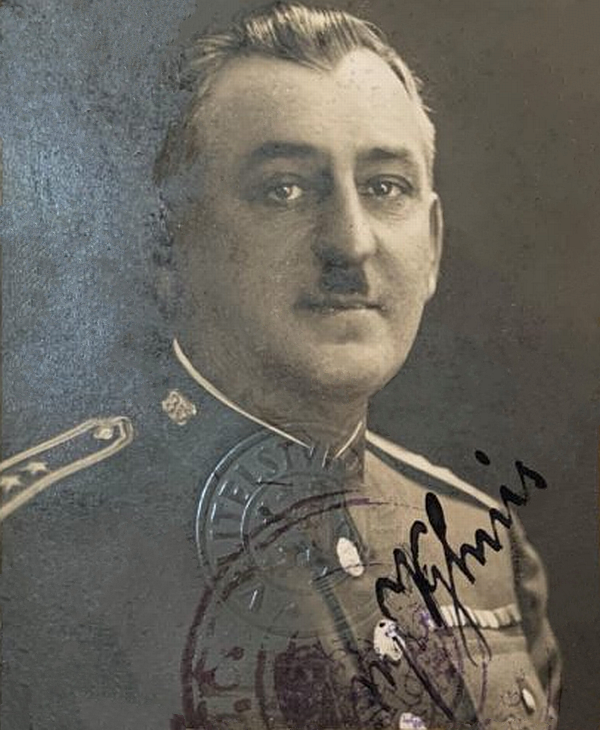
Annin tchán Oldřich Vyhnis

Anna Vyhnisová, rozená Kristová (18. dubna 1912 Kaznějov – 24. října 1942 zastřelena v koncentračním táboře Mauthausen) byla za protektorátu příslušnicí domácího sokolského odboje. Spolu se svým manželem, sokolským odbojářem a řídícím učitelem Vladimírem Vyhnisem patřila do širšího okruhu podporovatelů parašutistů výsadku Anthropoid.

## Život
Anna Kristová se narodila 18. dubna 1912 v Kaznějově. Vystudovala obchodní akademii. Jejím manželem se stal Vladimír Vyhnis, řídící učitel v Drachkově u Benešova, který pocházel rovněž z Kaznějova.
Dne 25. září 1939 se manželům Anně a Vladimíru Vyhnisovým narodila v Plzni dcera Alena. V té době žila rodina v Kaznějově. Manželé Vyhnisovi byli členy sokolské organizace. Po nastolení Protektorátu Čechy a Morava (po 15. březnu 1939) se oba manželé zapojili do ilegální struktury domácí sokolské odbojové organizace operující na Benešovsku (v oblasti Sedlčanska).
Tchán Anny (otec Vladimíra) – Oldřich Vyhnis – byl za první světové války příslušníkem československých legií na Rusi. Byl vyučeným sklářem a elektrikářem a jako důstojník ve výslužbě (v hodnosti majora v. v.) se po nastolení protektorátu zapojil do spolupráce s vojenskou ilegální odbojovou organizací Obrana národa, kde pomáhal s převáděním osob přes protektorátní hranice. Byl zatčen gestapem v listopadu 1940 a až do konce druhé světové války byl vězněn v nacistických káznicích a lágrech. Dožil se osvobození i když s podlomeným zdravím.

### Odboj
Důležitým členem sokolské odbojové skupiny Jindra byl MUDr. Břetislav Lyčka z pražského Karlína. Dr. Lyčka patřil mezi podporovatele parašutistů výsadku Anthropoid. Organizoval ilegální schůzky s parašutisty a obstarával pro potřeby odboje falešné doklady. Léčil zraněné československé vojáky po atentátu na Heydricha (konkrétně Jozefa Gabčíka a Jana Kubiše). Necelý měsíc po Čurdově zradě (16. června 1942) začalo gestapo v Praze hromadně zatýkat odbojáře v Karlíně a ve Vysočanech. Dr. Lyčka byl varován, že se již gestapo dostalo na jeho stopu a od 16. července 1942 se ukrýval mimo Prahu v domku v Ouběnicích u truhláře Ludvíka Vaňka (* 1909 v Ouběnicích) a jeho manželky Josefy Vaňkové. A byli to manželé Vyhnisovi, kteří se zapojili aktivně do pomoci při Lyčkově útěku. Mezi další spolupracovníky manželů Vyhnisových patřili četnický strážmistr Jan Heš (* 21. listopadu 1889) a jeho manželka Kateřina Hešová; František Karabel (* 31. července 1905) a Jarmila Karabelová (rozená Machačková, * 3. ledna 1907); František Kotrba a Marie Kotrbová.

Spolupracovníci v odboji
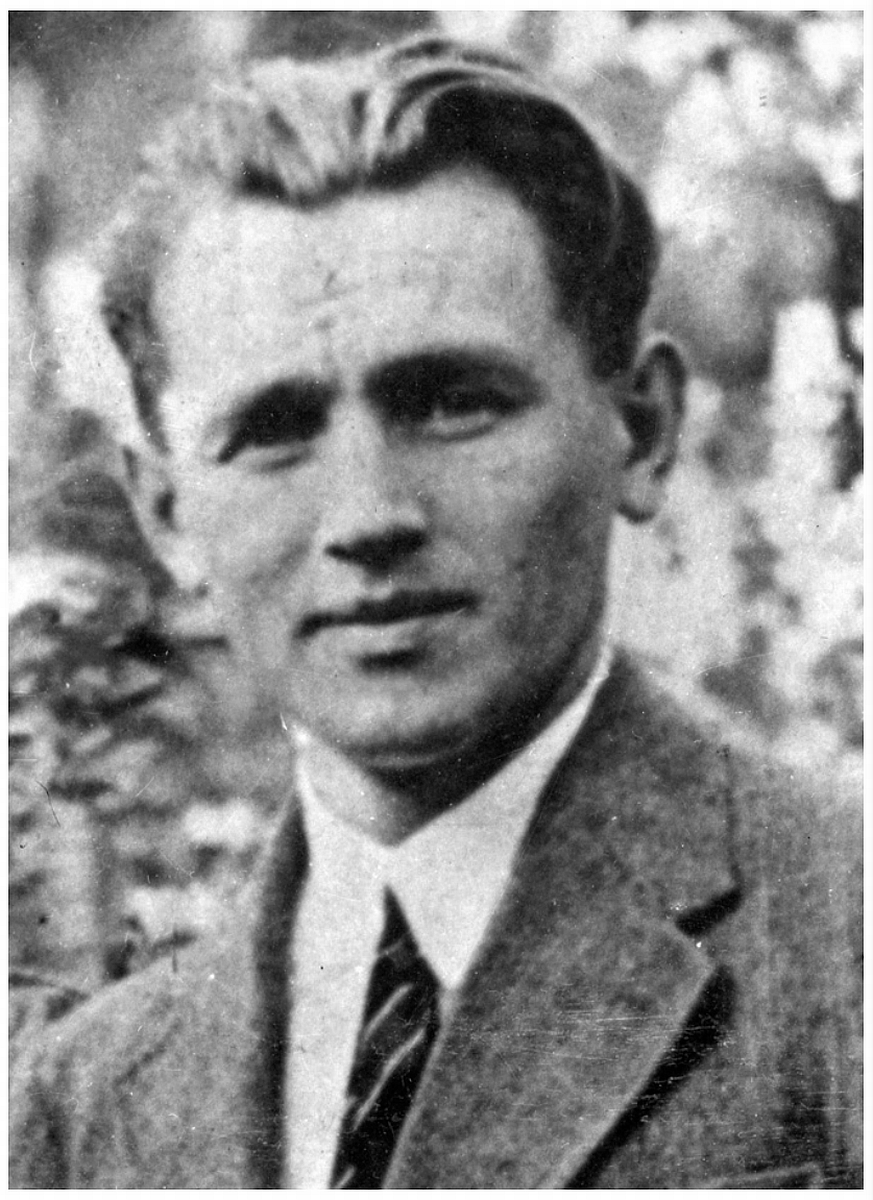
MUDr. Břetislav Lyčka
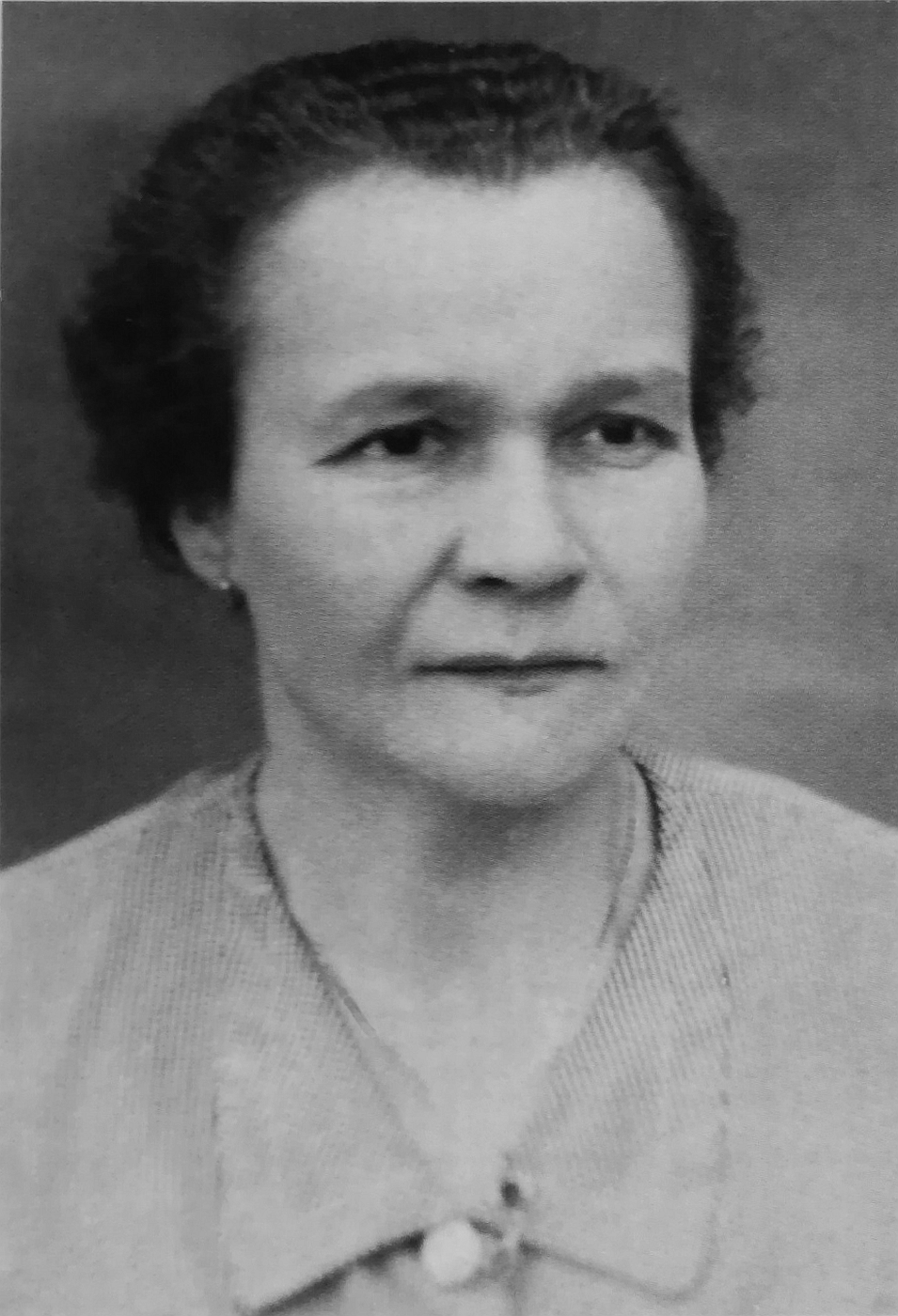
Kateřina Hešová
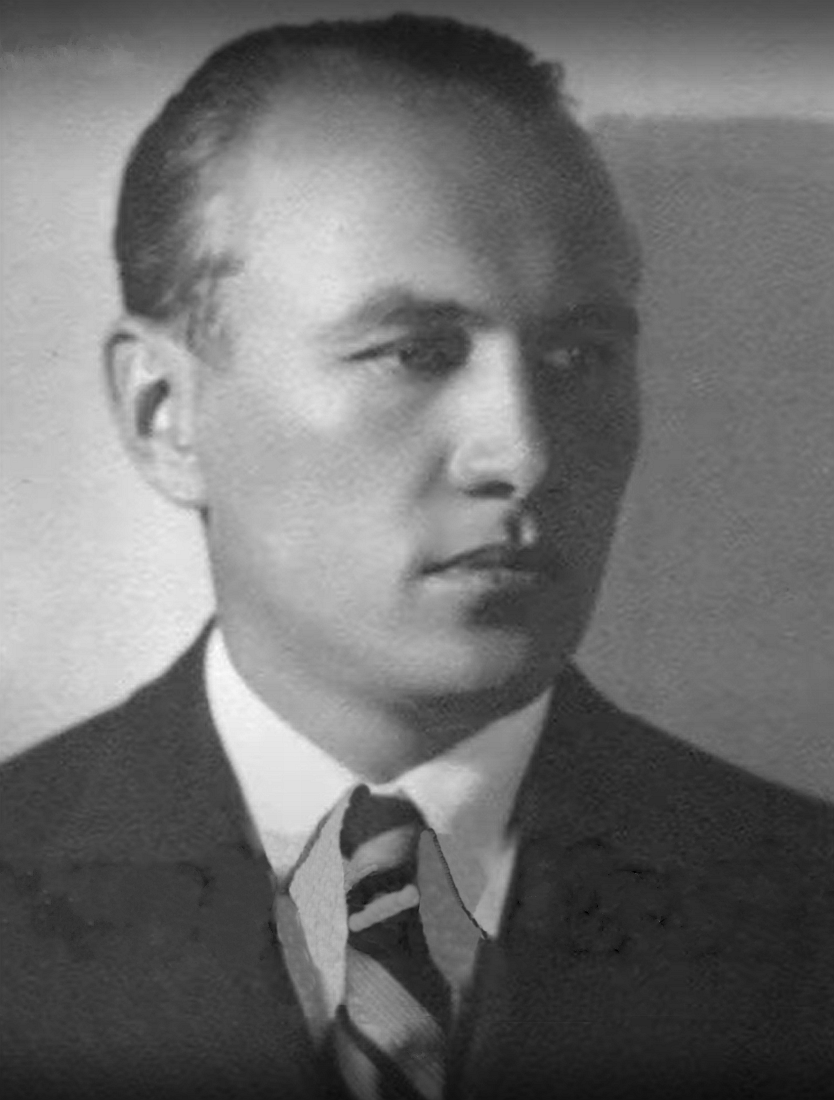
František Kotrba
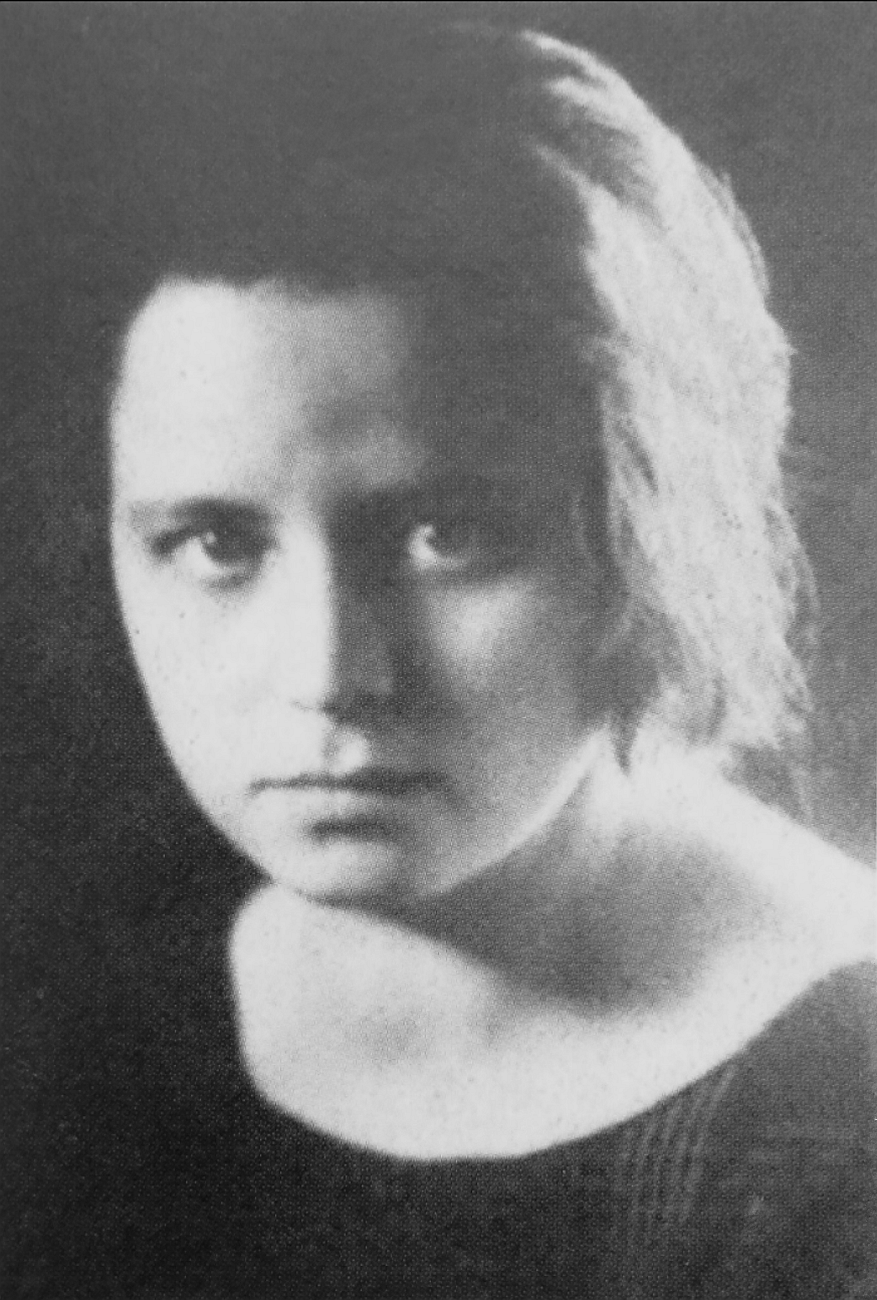
Marie Kotrbová

### Zatčení, věznění, ...
Vladimír Vyhnis byl zatčen 30. července 1942 na nádraží v Bystřici u Benešova, jeho manželka Anna Vyhnisová (v době zatčení již gravidní) pak 11. srpna 1942 v Kaznějově. Anna stačila ještě před svým zatčením svoji sotva tříletou dceru Alenku předat Vladimírově sestře Marii, ale později ji gestapo Marii odebralo a Alenka byla umístěna do speciální věznice gestapa (dětského domova s tvrdým režimem) v Praze na zámečku na Jenerálce.
Anna Vyhnisová byla v Praze dne 29. září 1942 odsouzena v nepřítomnosti stanným soudem k trestu smrti. Stejný rozsudek měl soud i pro jejího manžela Vladimíra. Anna byla v Terezíně zařazena dne 22. října 1942 do transportu směřujícího do koncentračního tábora Mauthausen, kde byla registrována dne 23. října 1942. Do Mauthasenu doputoval stejným transportem i její manžel Vladimír.
V koncentračním táboře Mauthausen byli oba dva zavražděni střelou do týla v sobotu 24. října 1942 ve skupině 262 československých vlastenců, kteří byli ten den (v čase od 8.30 do 17.42 hodin) zbaveni života stejným způsobem. Exekuce se konala v odstřelovacím koutě (německy: Genickschussecke) přikrytém černou látkou a maskovaném jako „osobní výškoměr“, který se nacházel v mauthusenském bunkru.
Prezident Edvard Beneš udělil v roce 1946 Vladimíru Vyhnisovi in memoriam československý válečný kříž.

## Dcera Alena
Tříletá Alenka byla vězněna ve speciální věznici gestapa (dětský domov s tvrdým režimem) v Praze na zámečku na Jenerálce. Spolu s dalšími dětmi odbojářů a podporovatelů parašutistů prošla obě internačním táborem ve Svatobořicích a pracovním táborem v Plané nad Lužnicí, kde se v květnu 1945 dočkala konce druhé světové války.
Alena Vyhnisová po druhé světové válce bydlela u své tety (otcovy sestry) a dědečka. Teta si ji osvojila. Z Kaznějova do Prahy se přestěhovala poté, co vystudovala střední školu s maturitou a v roce 1956 zahájila studium na obchodní fakultě na vysoké škole ekonomické v Praze. Ještě během studií (v posledním ročníku) vstoupila (společně se svým budoucím manželem) do KSČ a po absolvování studia se vdala a přijala příjmení svého manžela (Staňková). V roce 1961 začala pracovat ve Zbožíznaleckém ústavu obchodu v pražské Revoluční ulici. Dcera Jana se manželům Staňkovým narodila v roce 1965 a syn se narodil v roce 1967. Rodina žila v Praze. Pro nesouhlas s invazí spojeneckých vojsk Varšavské smlouvy 21. srpna 1968 byli oba při stranických čistkách v roce 1969 vyloučeni z KSČ a přišli o zaměstnání. Pak pracovala v oboru marketing a výzkum trhu a vyhotovovala různé analýzy pro veřejnou správu. V roce 1970 organizovala výběrová řízení a zastávala funkci podnikové ekonomky. V 80. letech 20. století působila v podniku Vetas. Po sametové revoluci vyhrála konkurz na místo ekonomky v Ústavu organické chemie a biochemie. Později byla zaměstnána na Ministerstvu financí, kde měla na starost školství, kulturu a občanská sdružení. V parlamentních výborech projednávala některé kapitoly státního rozpočtu. Manžel pracoval před sametovou revolucí, v roce 1989 i po ní ve firmě Ferona.

## Připomínky
- Její jméno (Vyhnišová Anna roz. Kristová *18.4.1912) i jméno jejího manžela (Vyhniš Vladimír *15.4.1911) jsou uvedena na pomníku při pravoslavném chrámu svatého Cyrila a Metoděje (adresa: Praha 2, Resslova 9a). Pomník byl odhalen 26. ledna 2011 a je součástí Národního památníku obětí heydrichiády.[17][18][19]
- Manžele Vyhnisovi připomíná pamětní deska umístěná na vnější fasádě domu na adrese Drachkov 68, 257 51 Bystřice – Drachkov, Středočeský kraj. Na pamětní desce je nápis: ZDE PŮSOBIL V LÉTECH 1937–1942 / ŘÍD. UČ. VLADIMÍR VYHNIS / NAR. 15.IV.1911, / KTERÝ BYL SE SVOU CHOTÍ ANNOU / ROZ. KRISTOVOU, NAR. 18.IV.1912, / POPRAVEN DNE 24.X.1942 V MAUTHAUSENU / JAKO OBĚŤ NĚMECKÉHO NÁSILÍ.[20]
- Manžele Vyhnisovi připomínají i jejich jména uvedená na památníku obětem světových válek v Bystřici–Drachkově v okrese benešév u silnice III/00331. Památník je vyroben ze světlého pískovce a má tvar nepravidelného čtyřstěnu. V horních dvou třetinách výšky je monument tvořen dvojicí mužů. Jeden z nich sedí, druhý stojí a na zádech nese kříž. Desky s vyrytými jmény osob, nápis ZA VLAST A NÁROD a letopočty 1914, 1918 se nacházejí na podstavci pod oběma mužskými skulpturami. V nejspodnější části podstavce je umístěna deska s letopočtem 1938–1945 a jsou tu uvedena jména osob umučených nacisty. Tady je uvedeno: Vladimír Vyhnis / Anna Vyhnisová.[21][22][23][24] V dolní části památníku je nápis: 1938–1945 / OBĚTEM UMUČENÝCH / NACISTY / VLADIMÍR / VYHNIS / ANNA / VYHNISOVÁ / FRANTIŠEK / HŮRKA.[25]
- Manžele Vyhnisovi také připomíná pomník věnovaný obětem 1. a 2. světové války, který je umístěn v ulici Ke Škále, přibližně ve středu obce Kaznějov. Pomník pochází ze 20. století, je vysoký 1,8 metru a jeho tvůrcem je Otokar Walter mladší. Památník připomíná 32 obětí z první světové války a 14 obětí druhé světové války. Vladislav Vyhnis a Anna Vyhnisová jsou jmenováni v následujícím textu: KVĚTEN 1945 / KAZNĚJOV SVÝM OBČANŮM / OBĚTEM I. A II. ODBOJE / 1914–1918 / ....... / 1939–1945 / ......... VYHNIS VLADISLAV, VYHNISOVÁ ANNA[26][27]

## Galerie

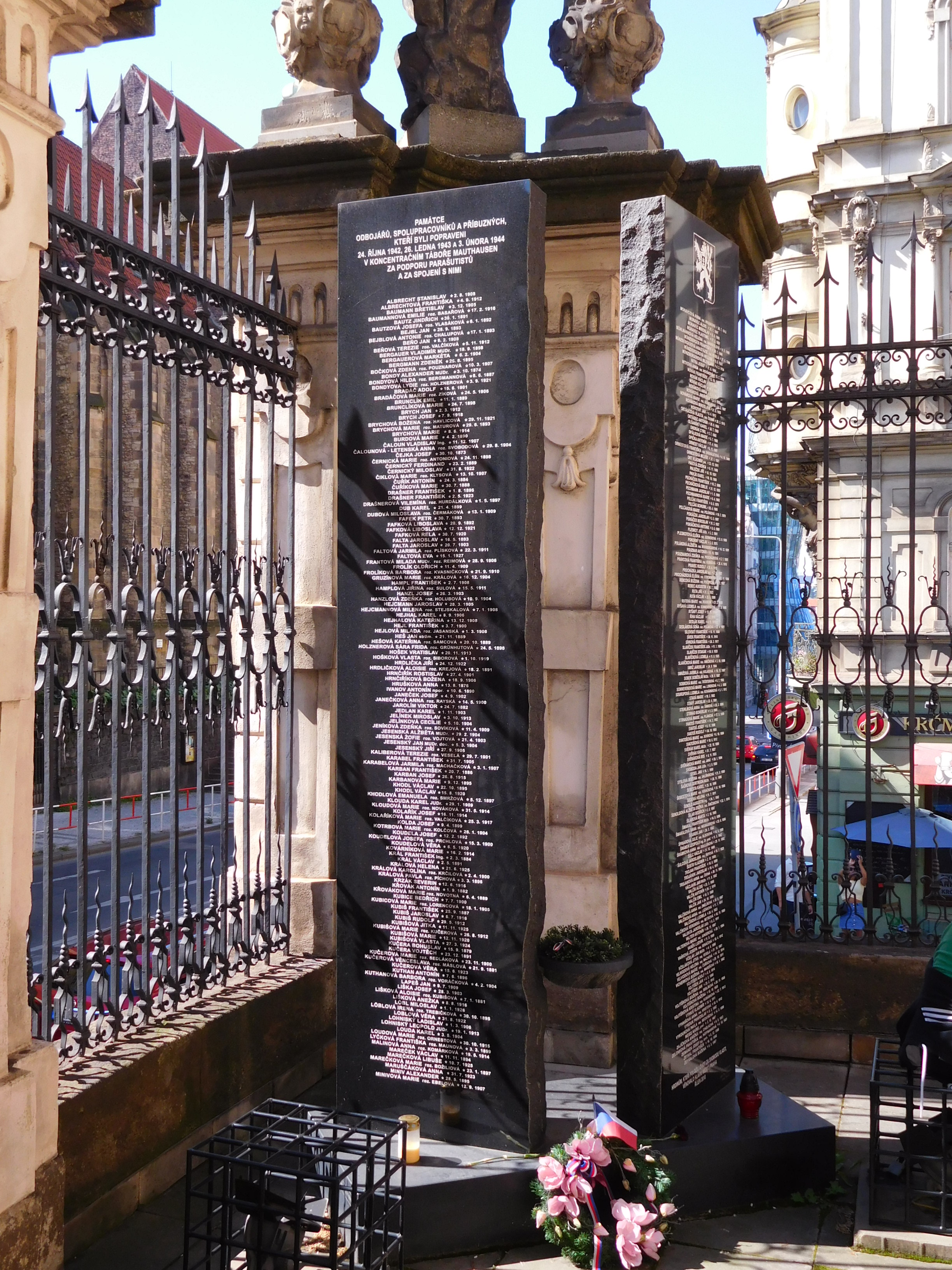
Pomník odbojářům popraveným a umučeným v souvislostí s operací Anthropoid (Resslova ulice)
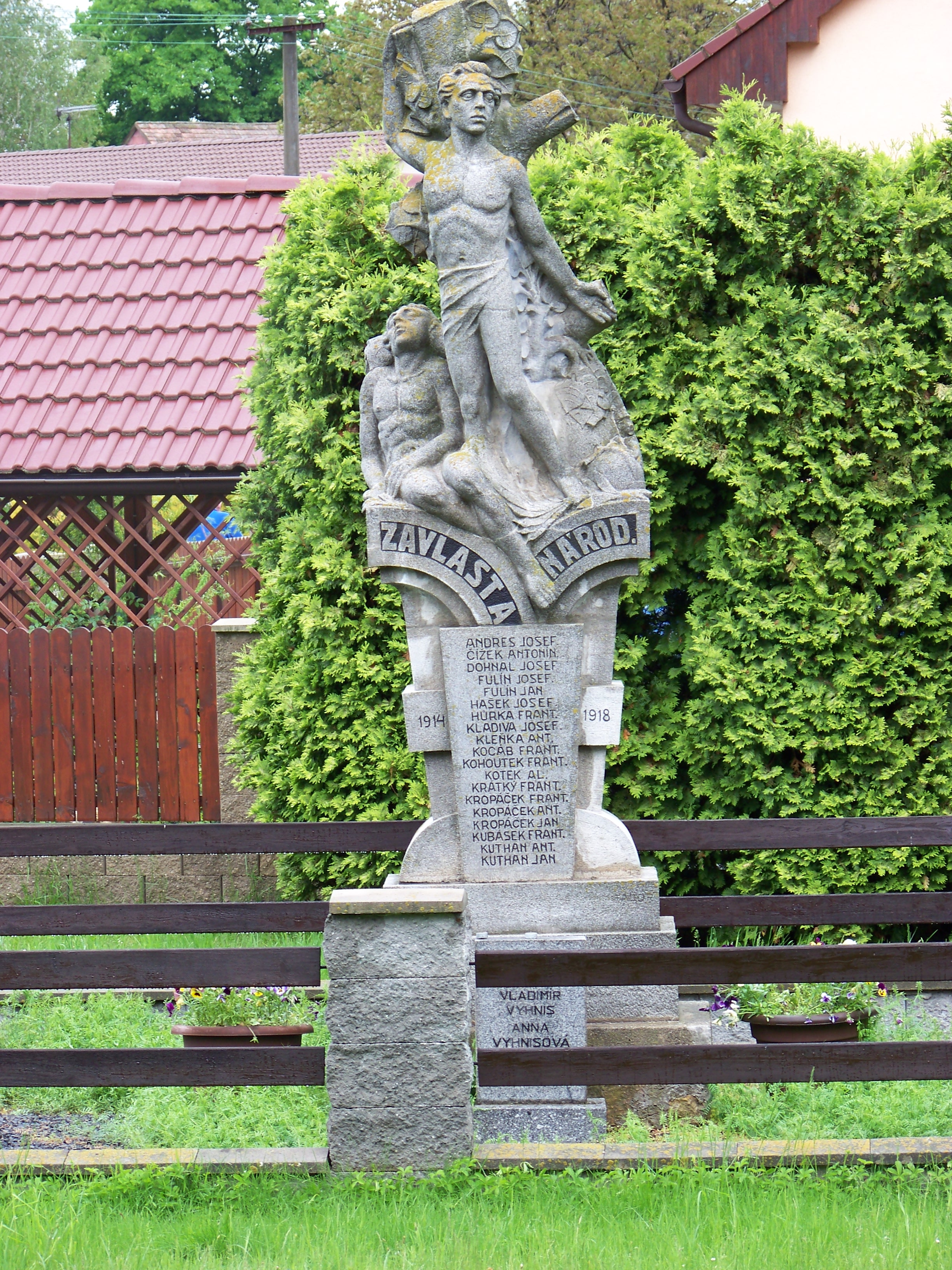
Památník obětem světových válek v Bystřici–Drachkově
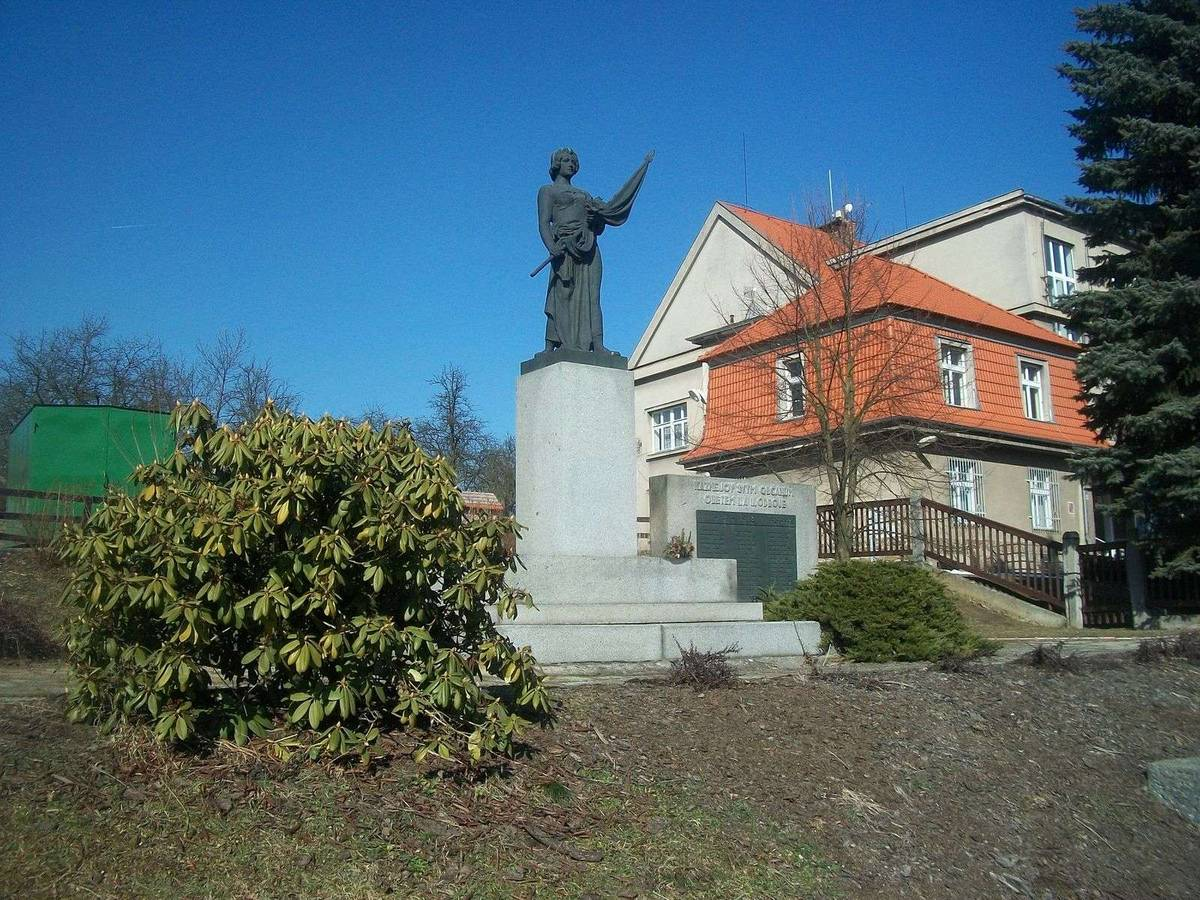
Celkový pohled na památník v Kaznějově
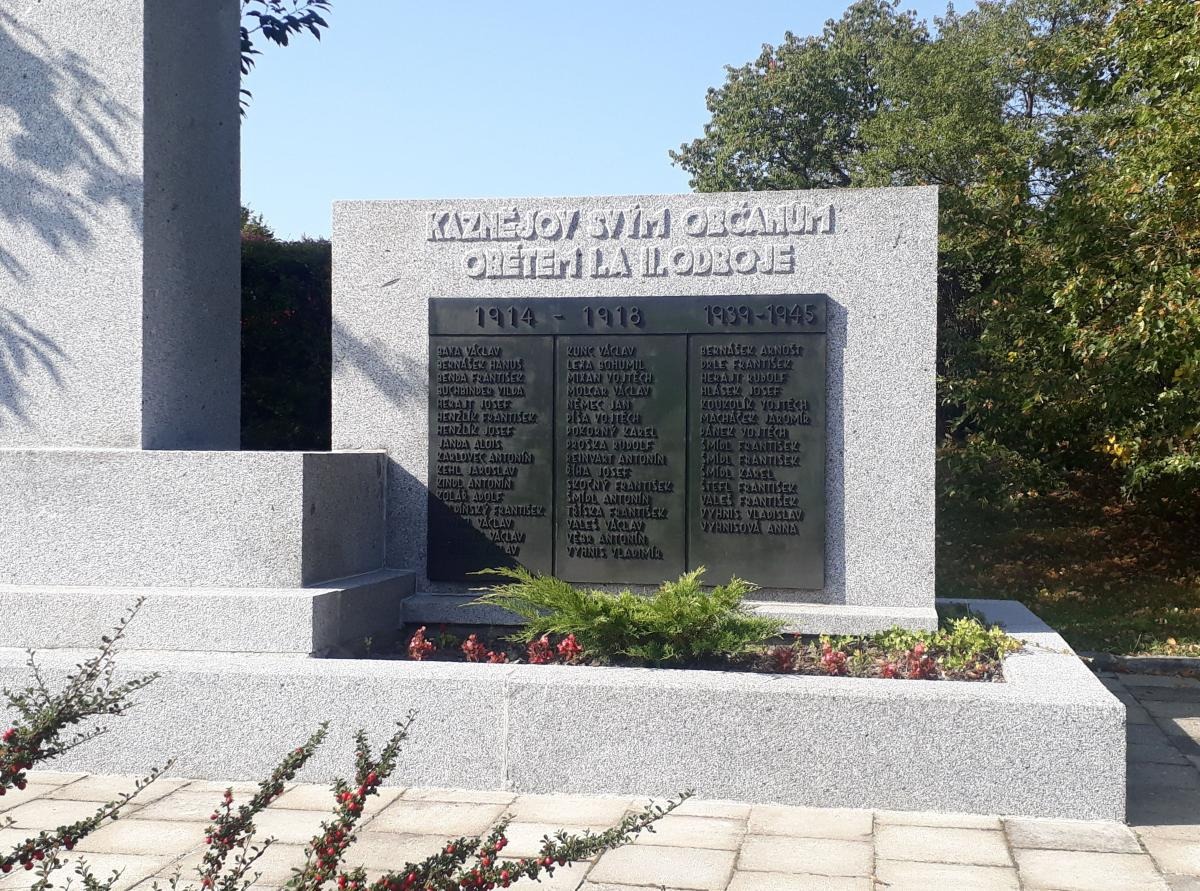
Detail památníku v Kaznějově